# El Guedid
El Guedid (în arabă القديد) este o comună din provincia Djelfa, Algeria.
Populația comunei este de 12.833 de locuitori (2008).